# Werner Rittberger
Werner Rittberger (Potsdam, Império Alemão, 14 de julho de 1891 – Krefeld, Alemanha Ocidental, 12 de agosto de 1975) foi um patinador artístico alemão. Rittberger conquistou três medalhas de prata em campeonatos mundiais e duas medalhas de prata e duas de bronze em campeonatos europeus.
Ele inventou o salto loop em 1910. Na Alemanha e em muitos países da Europa, o salto é conhecido como "Rittberger".

## Principais resultados
| Resultados                                                            | Resultados       | Resultados        | Resultados       | Resultados      | Resultados    | Resultados      | Resultados      | Resultados      | Resultados        | Resultados       | Resultados      | Resultados      | Resultados       | Resultados      |
| Internacional                                                         | Internacional    | Internacional     | Internacional    | Internacional   | Internacional | Internacional   | Internacional   | Internacional   | Internacional     | Internacional    | Internacional   | Internacional   | Internacional    | Internacional   |
| Evento/Temporada                                                      | 1909– 1910       | 1910– 1911        | 1911– 1912       | 1912– 1913      |               | 1919– 1920      | 1920– 1921      | 1921– 1922      | 1922– 1923        | 1923– 1924       | 1924– 1925      | 1925– 1926      | 1926– 1927       | 1927– 1928      |
| --------------------------------------------------------------------- | ---------------- | ----------------- | ---------------- | --------------- | ------------- | --------------- | --------------- | --------------- | ----------------- | ---------------- | --------------- | --------------- | ---------------- | --------------- |
| Jogos Olímpicos                                                       |                  |                   |                  |                 |               |                 |                 |                 |                   |                  |                 |                 | WD               |                 |
| Campeonato Mundial                                                    | Medalha de prata | Medalha de prata  | Medalha de prata | 7.º             |               |                 |                 |                 |                   |                  | 4.º             |                 |                  |                 |
| Campeonato Europeu                                                    | Medalha de prata | Medalha de bronze |                  |                 |               |                 | 4.º             |                 | Medalha de bronze | Medalha de prata |                 |                 |                  |                 |
| Nacional                                                              |                  |                   |                  |                 |               |                 |                 |                 |                   |                  |                 |                 |                  |                 |
| Campeonato Alemão                                                     |                  | Medalha de ouro   | Medalha de ouro  | Medalha de ouro |               | Medalha de ouro | Medalha de ouro | Medalha de ouro | Medalha de ouro   | Medalha de ouro  | Medalha de ouro | Medalha de ouro | Medalha de prata | Medalha de ouro |
|                                                                       |                  |                   |                  |                 |               |                 |                 |                 |                   |                  |                 |                 |                  |                 |
| Legenda: WD = Abandonou; Competição não foi disputada nesta temporada |                  |                   |                  |                 |               |                 |                 |                 |                   |                  |                 |                 |                  |                 |